# 사랑의 고고학
《사랑의 고고학》은 2023년에 개봉한 대한민국의 영화이다.

## 캐스팅
- 옥자연 : 강영실 역
- 기윤 : 여인식 역
- 이혜정 : 수연 역
- 김중기 : 기명 (교수) 역
- 강태영 : 우도 역
- 김용삼 : 환인 역
- 최희진 : 희원 역
- 최정인 : 효운 역
- 한미자 : 경선 (영실모) 역
- 이동찬 : 창구 (영실부) 역
- 박현서 : 아영 역
- 김정화 : 사표 역
- 한혜지 : 정아 역
- 구재연 : 춤꾼 역
- 원향라 : 소리꾼 역
- 이창현 : 진로특강 담당교사 역
- 재니스 : 교무부장 역
- 문바롬 : 졸업생 1 역
- 강민지 : 졸업생 2 역
- 김태희 : 집필실 작가 역
- 정민호 : 리더스클럽 사장 역
- 한지완 : 안경학생 역
- 박세이 : (가)고등학교 학생 1 역
- 송영하 : (가)고등학교 학생 2 역
- 곽예진 : (가)고등학교 학생 3 역
- 김민아 : (가)고등학교 학생 4 역
- 이은우 : (가)고등학교 학생 5 역
- 이수정 : (가)고등학교 학생 6 역
- 이혜정 : (가)고등학교 학생 7 역
- 강다연 : (가)고등학교 학생 8 역
- 이혜안 : (가)고등학교 학생 9 역
- 오예원 : (가)고등학교 학생 10 역
- 윤서진 : (가)고등학교 학생 11 역
- 조한울 : (가)고등학교 학생 12 역
- 이한슬 : (가)고등학교 학생 13 역
- 문서윤 : (가)고등학교 학생 14 역
- 이재림 : (가)고등학교 학생 15 역
- 임정빈 : (가)고등학교 학생 16 역
- 이종화 : (가)고등학교 학생 17 역
- 조현민 : (가)고등학교 학생 18 역
- 하민호 : (가)고등학교 선생님 1 역
- 이충연 : (가)고등학교 선생님 2 역
- 오정재 : 녹음실 이용자 역
- 김창진 : 옥계면 이장님 역
- 변옥녀 : 옥계면 어르신 역
- 김서진 : 준조사원 서민 역
- 양하은 : 보조조사원 역
- 권병열 : 작업반장 역
- 윤현희 : 인부 1 역
- 김길재 : 인부 2 역
- 서광석 : 인부 3 역
- 윤병안 : 인부 4 역
- 김영춘 : 인부 5 역
- 김수산 : 인부 6 역
- 백승오 : 상주/ 도서관 이용자 3 / 구급대원 1 역
- 이용국 : 식재대행업체 직원/구급대원2 역
- 홍수지 : 도서관 이용자 1 역
- 양하은 : 도서관 이용자 2/ 대피주민 1 역
- 진혜인 : 모래사장 달리는 여성 / 대피주민 2 역
- 김경미 : 활어직판장 사장님 역
- 방한솔 : 익산박물관 국원 역
- 노순옥 : 익산 게스트하우스 집주인 역
- 이정민 : 익산 박물관 관람객 1 역
- 오창민 : 익산 박물관 관람객 2 역
- 김지희 : 국립부여문화재연구소 연구원 1 역
- 박법희 : 국립부여문화재연구소 연구원 2 역
- 신하영 : 국립부여문화재연구소 연구원 3 역
- 양하리 : 국립부여문화재연구소 연구원 4 역
- 정민휘 : 국립부여문화재연구소 연구원 5 역
- 정경화 : 케이터링 직원 1 역
- 손주희 : 케이터링 직원 2 역
- 김행자 : 부부식장 사장님 역
- 문정란 : 부부식당 손님 1 역
- 조은선 : 부부식당 손님 2 역
- 한은자 : 부부식당 손님 3 역
- 황용호 : 부부식당 손님 4 역
- 김동운 : 독립출판사 대표 역
- 이세리 : 조교 역
- 김순자 : 꽃집주인 역
- 박영혜 : 31호 그집 카페 사장님 역
- 최태회 : 31호 그집 카페알바생 역
- 김형구 : 택시기사아저씨 역
- 박용호 : 천안행버스운전기사 역
- 박옥자 : 천안행 승객 역
- 하재준 : 천안행 승객 역
- 변여빈 : 인식 결혼녀 역
- 김인출 : 카페 바이칼 사장님 역
- 송 나지야 : 카페 바이칼 사모님 역
- 줄리아 : 러시아가게 알바생 역
- 김심호 : 동서울가판대 사장님 역
- 정춘단 : 정가네감자탕집 사장님 역
- 강봉구 : 천생연분 떡집 사장님 역
- 박인순 : 박가네 빈대떡 사장님 역
- 김수영 : 육회집 손님 1 역
- 이지후 : 육회집 손님 2 역
- 이창진 : 육회집 손님 3 역
- 서유리 : (나)고등학교 학생 1 역
- 박세은 : (나)고등학교 학생 2 역
- 이수빈 : (나)고등학교 학생 3 역
- 이윤지 : (나)고등학교 학생 4 역
- 차승화 : (나)고등학교 학생 5 역
- 김아토 : (나)고등학교 학생 6 역
- 형원석 : (나)고등학교 학생 7 역
- 이성은 : (나)고등학교 학생 8 역
- 김엘림 : (나)고등학교 학생 9 역
- 진양원 : (나)고등학교 학생 10 역
- 한송이 : 요가선생님 역
- 백청심 : 요가여성 1 역
- 하지윤 : 요가여성 2 역
- 김은미 : 요가여성 3 역
- 이광희 : 요가여성 4 역
- 박경민 : 인식구애인 (목소리) 역